# Kyōgoku Takatomi
Kyōgoku Takatomi est un nom japonais traditionnel ; le nom de famille (ou le nom d'école), Kyōgoku, précède donc le prénom (ou le nom d'artiste).
Kyōgoku Takatomi (京極 高富, 7 janvier 1835-9 février 1889) est un daimyo de la fin de l'époque d'Edo qui dirige le domaine de Mineyama dans la province de Tango. Il sert comme wakadoshiyori pour le shogunat Tokugawa, et après s'être soumis au nouveau gouvernement impérial en janvier 1868, son domaine participe à la guerre de Boshin.
Après la guerre, Takatomi est fait shishaku (vicomte) dans le nouveau système nobiliaire.